# گونگبوسور
گونگبوسور (نام علمی: Gongbusaurus) نام یک سرده از راسته پرنده‌کفلان است.